# Вест-Міддлтаун (Пенсільванія)
Вест-Міддлтаун (англ. West Middletown) — місто (англ. borough) в США, в окрузі Вашингтон штату Пенсільванія. Населення — 109 осіб (2020).

## Географія
Вест-Міддлтаун розташований за координатами 40°14′36″ пн. ш. 80°25′31″ зх. д. / 40.24333° пн. ш. 80.42528° зх. д. (40.243204, -80.425278).  За даними Бюро перепису населення США в 2010 році місто мало площу 1,05 км², уся площа — суходіл.

## Демографія
Згідно з переписом 2010 року, у селищі мешкало 139 осіб у 60 домогосподарствах у складі 38 родин. Густота населення становила 132 особи/км².  Було 67 помешкань (64/км²).
Расовий склад населення:
| - 91,4 % — білих - 6,5 % — чорних або афроамериканців - 0,7 % — азіатів |

До двох чи більше рас належало 1,4 %. Частка іспаномовних становила 0,0 % від усіх жителів.
За віковим діапазоном населення розподілялося таким чином: 20,9 % — особи молодші 18 років, 58,2 % — особи у віці 18—64 років, 20,9 % — особи у віці 65 років та старші. Медіана віку мешканця становила 47,9 року. На 100 осіб жіночої статі у селищі припадало 117,2 чоловіків;  на 100 жінок у віці від 18 років та старших — 100,0 чоловіків також старших 18 років.
Середній дохід на одне домашнє господарство  становив 55 964 долари США (медіана — 50 000), а середній дохід на одну сім'ю — 70 650 доларів (медіана — 62 500). Медіана доходів становила 60 313 долари для чоловіків та 53 750 доларів для жінок. За межею бідності перебувало 13,3 % осіб, у тому числі 0,0 % дітей у віці до 18 років та 19,0 % осіб у віці 65 років та старших.
Цивільне працевлаштоване населення становило 46 осіб. Основні галузі зайнятості: будівництво — 28,3 %, виробництво — 21,7 %, транспорт — 10,9 %, науковці, спеціалісти, менеджери — 10,9 %.